# Pochazia crocata
Pochazia crocata är en insektsart som beskrevs av Melichar 1898. Pochazia crocata ingår i släktet Pochazia och familjen Ricaniidae. Inga underarter finns listade i Catalogue of Life.